# Osteochondritis dissecans
Osteochondritis dissecans (OCD of OD, synoniem: osteochondrolyse) is een gewrichtsaandoening waarbij er scheurtjes ontstaan in het gewrichtskraakbeen en het onderliggende (subchondrale) bot. OCD veroorzaakt gewoonlijk pijn en zwelling in het aangedane gewricht, en het gewricht kan tijdens beweging op slot schieten. Bij lichamelijk onderzoek vindt men vaak vochtophoping in het gewricht, gevoeligheid van het gewricht en een krakend geluid bij beweging.

## Geschiedenis
De aandoening werd voor het eerst beschreven in 1738 door Alexander Monro (1697-1767). In 1879 beschreef James Paget voor het eerst het ziekteverloop, maar pas in 1887 publiceerde Franz König een werk over de oorzaak van de fragmenten in het gewricht. In dat werk kwam König tot de conclusie dat:
- Het trauma zeer ernstig moest zijn voor er deeltjes van het gewrichtsoppervlak konden afbreken.
- Door een minder ernstig trauma kon het bot kneuzen, waardoor het kon afsterven en zich vervolgens kon afsplitsen.
- In sommige gevallen waarbij er geen sprake was van een trauma leek het waarschijnlijk dat er een oorzaak was waardoor het bot zich spontaan afsplitste.

König noemde de ziekte ‘osteochondritis dissecans’. Hij beschreef het als een subchondraal ontstekingsproces van de overgangszone tussen bot en kraakbeen in de knie, dat leidt tot losse kraakbeenfragmenten van de mediale gewrichtsknobbel.
In 1922 gaf Kappis een beschrijving van dit proces in het enkelgewricht. Berndt en Harty ontwikkelden een classificatiesysteem voor de fasen van osteochondrale beschadigingen in de talus (OLTs). De term osteochondritis dissecans is in gebruik gebleven en wordt ook gebruikt voor gelijksoortige processen in veel andere gewrichten zoals de knie, heup, elleboog en voetgewrichten.
Bij pogingen om te beschrijven wat een ziekte met het gewricht deed, werd OCD vaak verward met andere aandoeningen zoals osteochondrale fracturen, osteonecrose (afsterven van bot), secundaire ossificatie, osteochondrose en erfelijke epifysaire dysplasie. Sommige schrijvers gebruikten de term osteochondrosis dissecans en osteochondrale fragmenten als synoniemen voor OCD.

## Oorzaken
Hoewel er veel onderzoek naar de aandoening werd gedaan, zijn de oorzaken nog onduidelijk. De volgende factoren spelen een rol: herhaald fysiek trauma, ischemie (onvoldoende doorbloeding), erfelijke en endocriene factoren, snelle groei, tekorten en onbalans in de verhouding tussen calcium en fosfor en problemen met de botvorming. Er wordt aangenomen dat herhaaldelijk zeer klein letsel ('microtrauma') dat leidt tot zeer kleine breukjes en soms een onderbreking in de doorbloeding van het subchondraal bot kunnen leiden tot lokaal verlies van doorbloeding en veranderingen in groei.
Bij jongeren worden trauma's aannemelijker geacht als oorzaak van osteochondritis dissecans dan avasculaire necrose. Bij volwassenen wordt aangenomen dat een trauma de voornaamste of misschien de enige oorzaak is, en dit trauma kan endogene en exogene oorzaken hebben of beide. Intensieve sporten kunnen het risico op OCD voor de spelers en beoefenaars vergroten in de meest belaste gewrichten (de knieën, enkels en ellebogen).
Recente onderzoeksverslagen wijzen erop dat mensen ook een genetische aanleg kunnen hebben voor OCD. Bij families waarin OCD voorkomt, kan een mutatie in het aggrecan-gen voorkomen. Ook uitkomsten van onderzoeken bij paarden hebben samenhang met specifieke genetische defecten gesuggereerd.

## Pathofysiologie

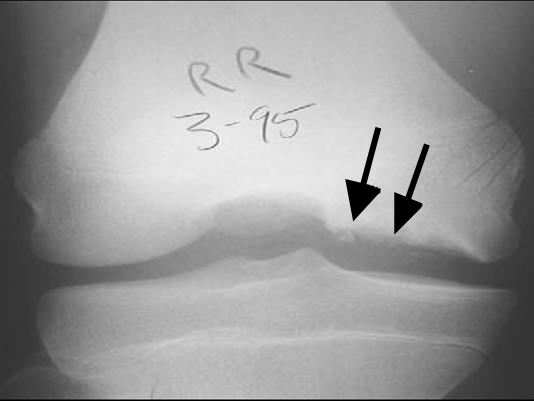
Röntgenopname recht door de gewrichtsspleet van de rechterknie van een patiënt met osteochondritis dissecans. Cystes en ongelijkmatige uitstulpingen aan de rand van de gewrichtsknobbel worden aangegeven met pijltjes.

OCD wordt veroorzaakt door verminderde doorbloeding in het subchondraal bot. Hierdoor sterft het af, een proces dat avasculaire necrose heet. Het bot wordt daarna opgenomen door het lichaam, waardoor het gewrichtskraakbeen makkelijk kan beschadigen. Het gevolg is dat zowel het kraakbeen als het bot versplintert, waarbij er stukjes kraakbeen of bot los in een gewricht komen te liggen, wat tot pijn en ontsteking leidt. Deze stukjes worden ook wel ‘gewrichtsmuizen’ genoemd. Deze bot- en kraakbeensplinters veroorzaken pijn en nog meer beschadigingen.
Er worden vier stadia van OCD beschreven na een trauma:
1. revascularisatie (nieuwe doorbloeding) en de vorming van littekenweefsel,
2. het opnemen door het lichaam van necrotische fragmenten,
3. verbening van sponsachtig botweefsel en
4. het vormen van nieuw botweefsel.

Ondanks dat de uitgang '-itis' in de naam ‘osteochondritis’ een ontsteking suggereert, wijst het ontbreken van ontstekingscellen in histologisch onderzoek op een niet-ontstekingsgerelateerde oorzaak. De naam van de aandoening is dus eigenlijk niet correct.

## Symptomen
Mensen met OCD klagen over pijn bij beweging die geleidelijk toeneemt. De aandoening komt vooral voor in de knie, maar het komt ook voor in andere gewrichten zoals de enkel of de elleboog. Individuele klachten bestaan gewoonlijk uit mechanische symptomen zoals pijn, zwelling, blokkeren, op slot schieten, knakkende geluiden en knikken of door de knie heen zwikken; bij de eerste presentatie van symptomen kan een beperking van het bewegingsbereik voorkomen. Symptomen openbaren zich meestal binnen de eerste weken van fase I (zie het kopje 'diagnostiek', hieronder), niettemin begint fase II binnen een tijdspanne van maanden, waardoor er weinig tijd is om een diagnose te stellen. Na fase II verergert de ziekte snel, doordat beschadigingen zoals stabiele cystes of scheurtjes snel veranderen in onstabiele fragmenten. Aspecifieke symptomen die veroorzaakt worden door blessures zoals verstuikingen en verrekkingen, kunnen de definitieve diagnose vertragen.
Lichamelijk onderzoek laat gewoonlijk vochtophoping in de het gewricht zien, gevoeligheid en crepitatie (kraken). De gevoeligheid zal in eerste instantie verspreiden, maar wordt daarna vaak lokaal doordat de beschadiging toeneemt. OCD kan dezelfde symptomen hebben als andere veelvoorkomende aandoeningen. Bij acute osteochondrale breuken doet dezelfde gevoeligheid zich voor in het betreffende gewricht, maar dit gaat gewoonlijk samen met een lipo-hemartros (beenmergvet en bloed in de gewrichtsholte). Er is geen typische afwijkende manier van lopen of lichaamshouding die samengaat met OCD, maar het kan zijn dat de patiënt met het betreffende been naar buiten gedraaid loopt om pijn te vermijden.

## Diagnostiek
OCD is moeilijk vast te stellen omdat deze symptomen ook bij andere ziektes voorkomen, maar de aandoening kan worden vastgesteld met behulp van radiologisch onderzoek.
Om de diagnose osteochondritis dissecans te stellen moet een röntgenfoto, CT-scan of MRI-scan worden gemaakt om necrose van het subchondraal bot, botfragmenten of beide vast te stellen. Soms wordt er een botscintigram gemaakt om zien in hoeverre er zich botfragmenten hebben gevormd in het gewricht.

### Lichamelijk onderzoek
Lichamelijk onderzoek begint vaak met een onderzoek naar gangstoornissen bij de patiënt. Bij OCD loopt de patiënt vaak met het betreffende been naar buiten gedraaid om de druk door de mediale femurcondylus (gewrichtsknobbel) op de tuberositas tibiae (bovenkant van het scheenbeen) te voorkomen.
Vervolgens controleert de arts de spierkracht van de quadriceps. Bij dit onderzoek kunnen vocht in het gewricht, gevoeligheid en kraken aan het licht komen. De Wilsontest is ook bruikbaar om de plaats van de beschadiging van de femurcondylen te vinden. Bij deze test wordt het been langzaam gestrekt met een naar binnen gedraaide voet. Pijn bij een buiging van meer dan 30 graden, en minder pijn door het naar buiten draaien van de voet, zijn signalen van OCD.
Lichamelijk onderzoek bij een patiënt met OCD in de enkel onthult als symptomen vaak: vochtophoping in het gewricht, kraken, diffuse of plaatselijke gevoeligheid, pijn in het gewricht, zwelling en momenten van verlies van bewegingsbereik. Als er losse deeltjes in het gewricht zitten kan het blokkeren, op slot schieten of beide. Omdat er sprake kan zijn van microtrauma's, is het nodig om de mechanische krachten die er op de knie worden uitgeoefend tijdens beweging te evalueren. Door een microtrauma ontstaan er vaak afwijkingen in de uitlijning en rotatie van alle belangrijke gewrichten van het aangedane ledemaat, net als extrinsieke en intrinsieke afwijkingen in het aangedane gewricht, waaronder bandinstabiliteit.

### Beeldvormende diagnostiek

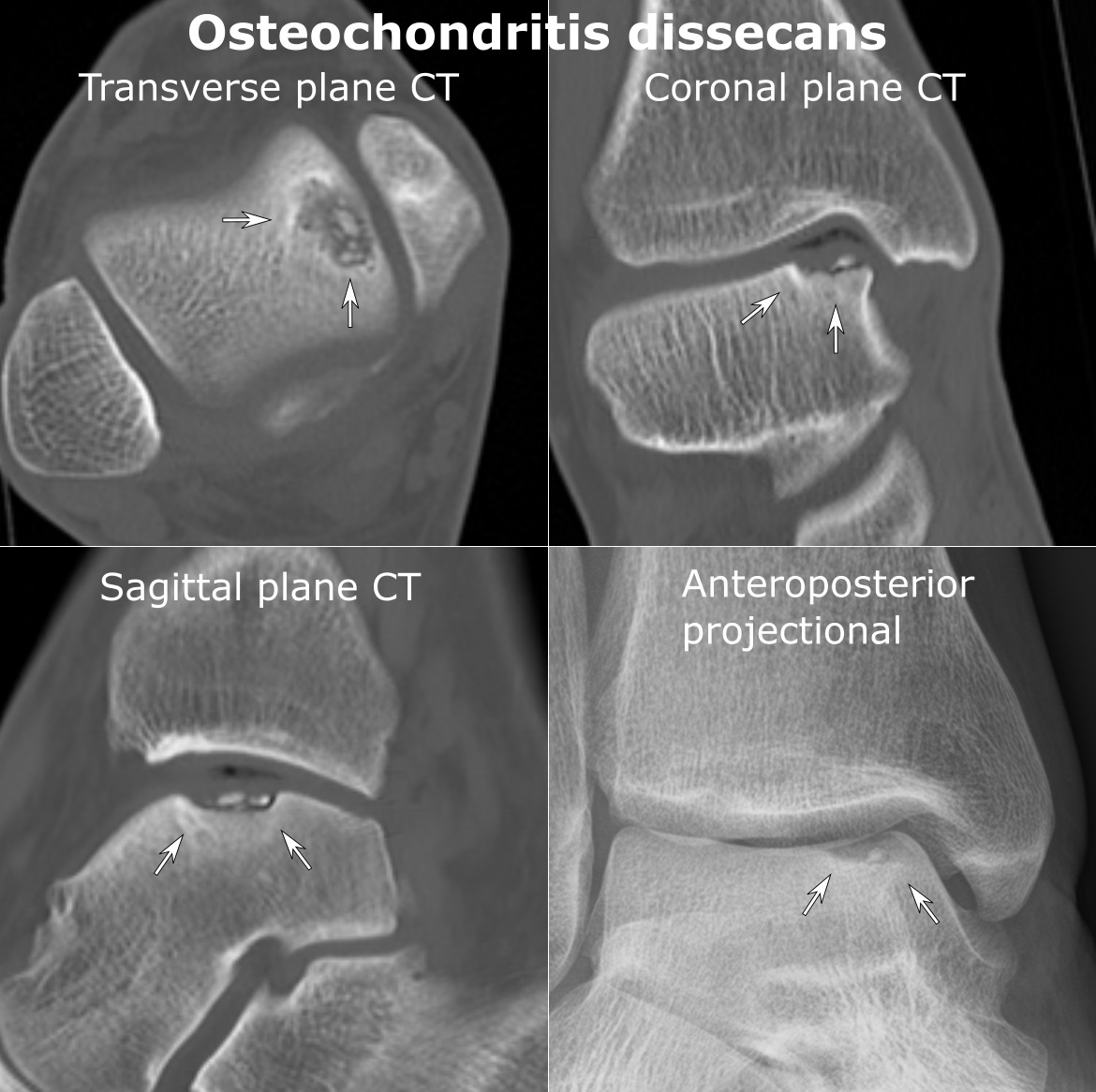
CT-scan en een röntgenfoto van een geval van osteochondritis dissecans in delen van het bovenste spronggewricht (in de enkel).

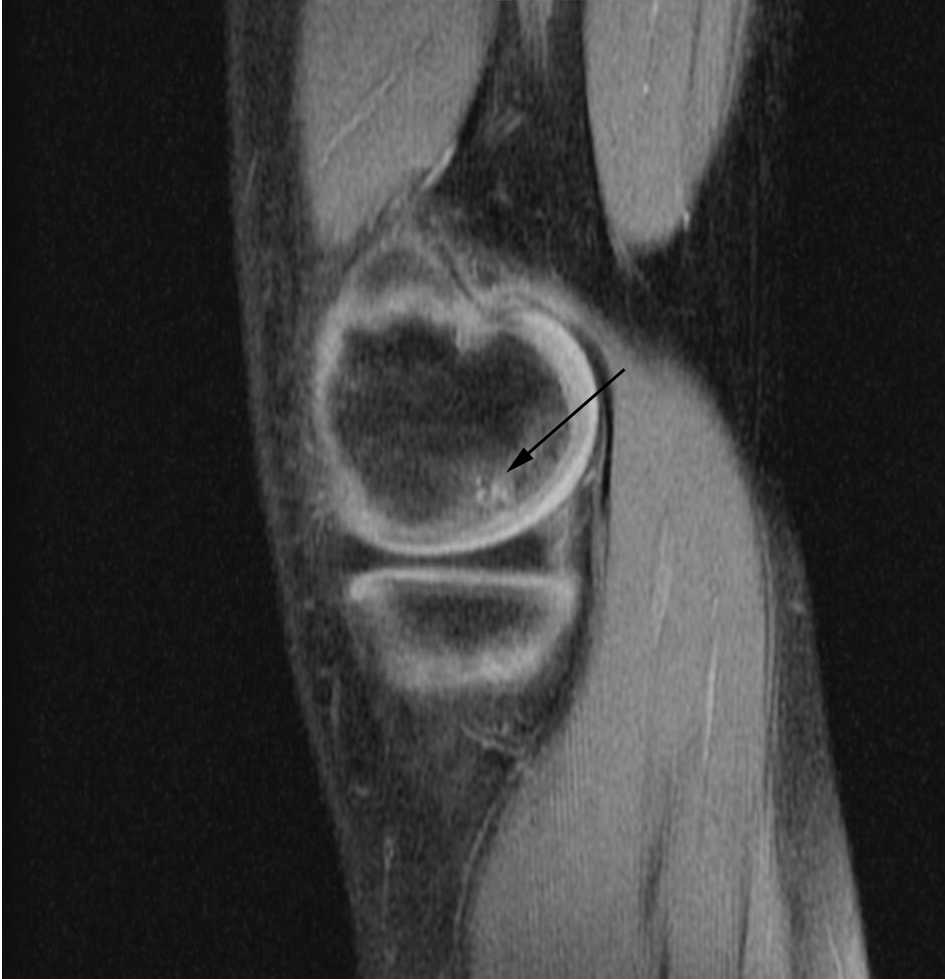
Sagittaal MRI-beeld: lage signaalintensiteit op een T1-gewogen opname van de gewrichtsoppervlakte van de zijkant van de mediale femurcondylus (gewrichtsknobbel in de knie) bevestigt de aanwezigheid van OCD.

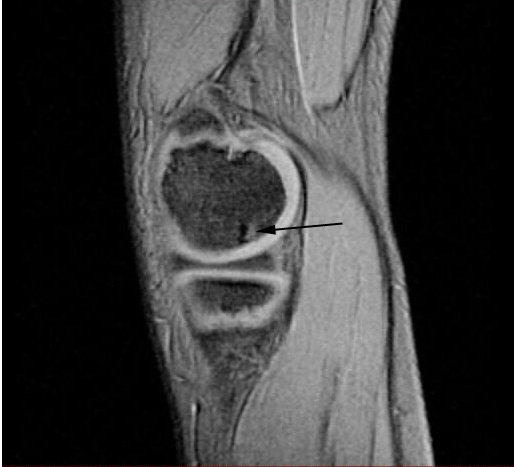
Sagittaal MRI-beeld: hoge signaalintensiteit op een T2-gewogen opname van de zijkant van de mediale femorcondyl (gewrichtsknobbel in de knie) bevestigt de aanwezigheid van OCD. Diffuse verhoging van de signaalintensiteit duidt op zwelling van het beenmerg.

Röntgenfoto’s bij jongeren laten radiolucenties (donkere vlekken) zien in de ossificatiezone. Bij ouderen is de beschadiging vaak verhard bot met een radiolucentie tussen het osteochondraal defect en de epifyse. Hoe zichtbaar de beschadiging is, hangt af van de plaats en van hoever de knie gebogen is. Harding beschreef de laterale röntgenfoto als een methode om de plaats van de OCD-beschadiging zichtbaar te maken.
Magnetische kernspinresonantie (MRI) is een bruikbare techniek om de verergering van OCD-beschadigingen in de gaten te houden, om het gewrichtsoppervlak te beoordelen en om normaal botweefsel te kunnen onderscheiden van OCD doordat bot- en kraakbeenoedeem zichtbaar worden op de plek van de ongelijkmatigheden. Een MRI geeft informatie over de toestand van het gewrichtskraakbeen, het bot onder het kraakbeen, oedeem, breuken, vochtophoping, de toestand van het gewrichtsoppervlak en de verplaatsing van losse fragmenten. Bij actieve beschadigingen is er een lage signaalintensiteit op een T1-gewogen opname en een hoge signaalintensiteit op een T2-gewogen opname. Dit duidt op een onstabiele beschadiging of recente microbreuken. MRI en artroscopie geven samenhangende resultaten. Uit röntgenopnames zijn minder snel conclusies te trekken dan uit MRI-resultaten.
CT-scans en technetium-99m-botscans worden soms ook gebruikt om het effect van de behandeling te controleren. CT-scans en MRI-scans kunnen de exacte locatie en grootte van de beschadiging laten zien; gewone röntgenfoto’s niet. Techneticumbotscans kunnen de doorbloeding en de opname van botweefsel in kaart brengen. Deze twee factoren hangen nauw samen met het vermogen van het fragment om te genezen.

### Classificatie
OCD wordt geclassificeerd aan de hand van de verschillende fasen van de ziekte. De fase kan op twee verschillende manieren worden bepaald: door middel van MRI of door middel van artroscopisch onderzoek. Met beide methoden zijn de ziekteverschijnselen te zien die bij de natuurlijke voortgang van OCD horen. De artroscopische classificatie van de bot- en kraakbeenbeschadiging wordt als standaard gezien, maar in dit artikel komt vooral de Anderson-classificatie door middel van MRI aan bod. In Fase I en II is er sprake van stabiele beschadigingen. In Fase III en IV zorgen de onstabiele beschadigingen voor synoviale vloeistof tussen het fragment en het bot.
| Fase | Evaluatie | Bevindingen |
| ---- | --------- | --- |
| I    | Stabiel   | Gewrichtskraakbeen is verdikt                                                                                     |
| II   | Stabiel   | Het gewrichtskraakbeen is beschadigd. Lage signaalintensiteit achter het fragment duidt op fibreuze verbindingen. |
| III  | Instabiel | Het gewrichtskraakbeen is beschadigd. Een hoge signaalintensiteit duidt op verlies van steun- of bindweefsel.     |
| IV   | Instabiel | Er ontstaan losse fragmenten.                                                                                     |

| Graad | Bevindingen                                                               |
| ----- | ------------------------------------------------------------------------- |
| A     | Gewrichtskraakbeen is glad en intact maar kan zacht of verplaatsbaar zijn |
| B     | Gewrichtsoppervlak is ruw                                                 |
| C     | Er zijn onregelmatigheden en kloven te zien in het gewrichtskraakbeen.    |
| D     | Gewrichtskraakbeenflappen of onbedekt bot.                                |
| E     | Niet-verplaatste losse OCD-fragmenten                                     |
| F     | Verplaatste OCD-fragmenten                                                |

## Behandeling
Een niet-operatieve behandeling (ook wel genoemd: een 'conservatieve behandeling') is bij deze aandoening zelden succesvol omdat gewrichtskraakbeen niet snel herstelt. Daarom is er soms zelfs bij minder ernstige gevallen een vorm van operatief ingrijpen nodig. Niet-operatief ingrijpen wordt zo mogelijk toegepast in de vorm van verminderd belasten of volledig ontlasten van het gewricht, of door fixatie.

### Niet-operatieve behandeling
Alleen tieners met een onvolgroeid skelet en een relatief kleine beschadiging waarbij er geen sprake is van losse deeltjes komen in aanmerking voor een niet-operatieve behandeling. Niet-operatief ingrijpen bestaat onder andere uit het aanpassen van de activiteit, het voorkomen van het belasten van het gewricht (gedeeltelijk of volledig) en fixatie. Het doel van de niet-operatieve behandeling is het bevorderen van de genezing van het subchondraal bot en voorkomen dat het kraakbeenachtig weefsel het begeeft, waardoor breuken en kraters kunnen ontstaan.
De patiënt ondergaat eerst een onderzoek, en de vervolgbehandeling hangt af van de plaats van de beschadiging. Patiënten met OCD in de knie mogen het gewricht vier tot zes weken of zelfs zes maanden niet gebruiken en moeten het been gestrekt houden om het aangedane gebied niet te belasten, al mogen ze wel lopen en het gewricht belasten zoveel het aankan. Drie maanden na de start van de niet-operatieve behandeling worden er röntgenfoto’s genomen. Als op de foto’s is te zien dat de beschadiging is genezen, dan mag de patiënt het gewricht geleidelijk weer meer gaan gebruiken. Bij gevallen waar genezing waarneembaar is door toegenomen stralingsondoorlaatbaarheid in het subchondrale gebied, of gevallen waarbij de beschadiging niet is veranderd kan de hierboven beschreven procedure worden verlengd met elke keer drie maanden, totdat genezing kan worden vastgesteld.

### Operatieve behandeling
Bij operatief ingrijpen wordt via een artroscoop in intact bot geboord om de groei van littekenkraakbeen te stimuleren of worden loszittende kraakbeenflappen vastgezet met pinnen of schroeven. Er kunnen ook gaatjes in het bot worden geboord waarheen kraakbeenpluggen worden getransplanteerd. Ook stamceltransplantatie en een gewrichtsvervangende operatie behoren tot de mogelijkheden.
Het revalidatieproces na de operatie bestaat uit twee stappen: immobilisatie en daarna fysiotherapie. Tijdens de meeste revalidatieprocessen wordt ernaar gestreefd het gewricht te beschermen door het opbouwen van spierkracht en bewegingsbereik. Tijdens de immobilisatieperiode wordt gewoonlijk door middel van isometrische oefeningen (dat zijn oefeningen waarbij de spier wel kracht levert maar niet noemenswaardig verkort), bijvoorbeeld het optillen van het gestrekte been, waardoor het verlies van spierweefsel wordt tegengegaan zonder het kraakbeen van het aangedane gewricht te belasten. Na de immobilisatieperiode bestaat de fysiotherapie uit CPM-therapie (continue passieve bewegingstherapie) en niet of weinig belastende activiteiten zoals wandelen of zwemmen.
Behandelingsmogelijkheden bestaan onder andere uit aangepaste activiteit met of zonder belasting van het gewricht, fixatie, cryotherapie, ontstekingsremmende medicijnen, boren in het subchondraal bot, microfractureren, het verwijderen van of bevestigen van losse deeltjes, het transplanteren van autologe kraakbeen of botpluggen (OATS-plastiek of mozaïekplastiek). De voornaamste doelen van de behandeling zijn:
- Het herstellend vermogen van het subchondraal bot stimuleren.
- Onstabiele fragmenten vastzetten waardoor de aansluiting in het gewricht bewaard blijft.
- Beschadigd bot en kraakbeen vervangen door transplantatieweefsel of patiënt-eigen cellen die kunnen uitgroeien tot nieuw kraakbeen.

Het herstellend vermogen van het gewrichtskraakbeen is beperkt: plaatselijke verdunningen van het gewrichtskraakbeen herstellen niet spontaan, en beschadigingen van het gewrichtskraakbeen die niet tot op het subchondraal bot gaan leiden tot aantasting van het gewrichtsoppervlak. Hierdoor is chirurgisch ingrijpen vaak vereist, zelfs in milde gevallen waarbij het osteochondrale fragment niet los ligt van het bot (Andersonfase II, III).

## Prognose
De prognose na de verschillende behandelingen verschilt en is afhankelijke van een aantal factoren zoals de leeftijd van de patiënt, het aangedane gewricht, de fase van de OCD. De belangrijkste factor is het ontwikkelingsstadium van de groeischijven. De twee hoofdsoorten OCD die zijn te onderscheiden, zijn in te delen naar het ontwikkelingsstadium van het skelet. De jeugdvorm van de ziekte openbaart zich in de nog open groeischijven, gewoonlijk bij kinderen tussen de 5 en 15 jaar oud. De vorm bij volwassenen openbaart zich tussen de 16 en 50 jaar, hoewel het onduidelijk is of deze volwassenen de ziekte ontwikkelden nadat hun skelet volgroeid was, of dat ze het als kind al hadden, maar niet konden worden gediagnosticeerd.
De prognose voor stabiele beschadigingen (fase I en II) bij jongeren met open groeischijven is goed: met conservatieve behandeling – zonder operatie – geneest 50% van de patiënten. Het herstel wordt mogelijk gemaakt door het feit dat de botten, dode botcellen en kraakbeen zichzelf kunnen repareren door middel van een proces dat botomvorming wordt genoemd. Open groeischijven hebben een verhoogd aantal ongedifferentieerde kraakbeencellen (stamcellen) die kunnen uitgroeien tot zowel bot- en kraakbeenweefsel. Daarom zijn er genoeg stamcellen aanwezig om het aangedane gewricht te repareren. Onstabiele, grote beschadigingen tot op het bot (fase III en IV) of beschadigingen van elke fase bij een volgroeid skelet hebben een kleinere kans om te herstellen zonder operatie. Daarom is in de meeste gevallen een operatie noodzakelijk.

## Epidemiologie
OCD is een relatief zeldzame aandoening, met een geschatte incidentie van 15 tot 30 gevallen per 100.000 personen per jaar. Widuchowski W et al kwamen tot de conclusie dat OCD in 2% van de gevallen de oorzaak was van kraakbeenbeschadigingen bij een onderzoek naar 25.124 knieartroscopieën. Ondanks het feit dat het weinig voorkomt, is OCD toch een belangrijke oorzaak van gewrichtspijn bij sportief actieve tieners en adolescenten.
De jeugdvorm van de ziekte komt voor bij kinderen met open groeischijven. Ze zijn meestal tussen de 5 en 15 jaar en het komt vaker voor bij jongens dan bij meisjes in een verhoudingen van 2:1 en 3:1. Toch komt OCD steeds vaker voor bij meisjes doordat ze vaker een sport beoefenen dan vroeger. Bij volwassenen met een volgroeid skelet openbaart de aandoening zich meestal in de leeftijd van 16 tot 50 jaar.
OCD kan voorkomen in ieder gewricht, maar in 75% van alle gevallen betreft het de knie (in 75-85% de mediale gewrichtsknobbel). De elleboog (in het bijzonder het humeruskopje) staat op de tweede plaats met 6% van de gevallen. In 4% van de gevallen gaat het om het sprongbeen van de enkel. Zelden doet het zich voor in de knieschijf, de wervelkolom, de heupkop en in de schouder.

## Diergeneeskundige aspecten

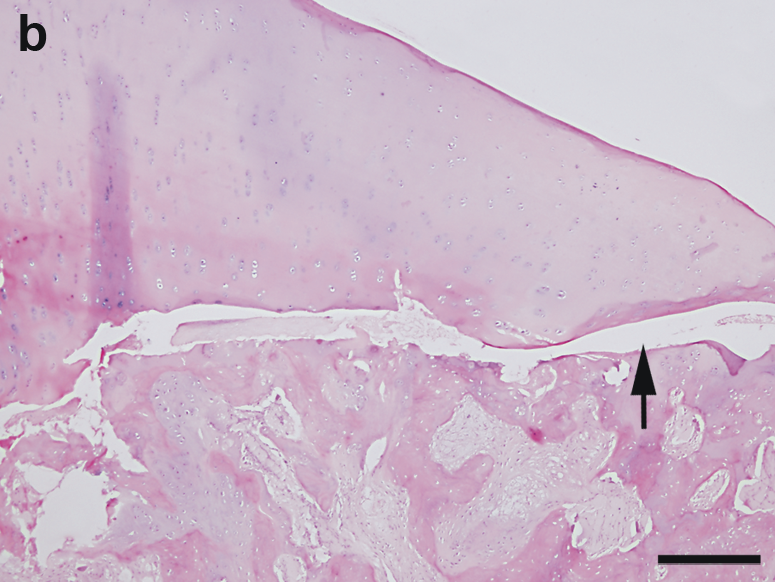
Pathologisch monster van een zeug. De pijl wijst naar een breuk in de laterale epicondyl van de humerus (bovenarmbot). Hematoxyline-eosinekleuring. (Het streepje is 200 µm.)

OCD komt voor bij veel dieren. De ziekte kan in ieder gewricht voorkomen, maar meestal zit het in de schouder (vaak in beide schouders), de elleboog, de knie en het enkel. Vooral bij paarden moet men er op bedacht zijn. Bij sommige foklijnen kan er een erfelijke component in het spel zijn. Het vetmesten van veulens en het selectief fokken op formaat zijn ook factoren die een rol spelen. Ook OCD bij andere dieren – vooral honden (met name Duitse herders) – is onderzocht. Bij honden is het de voornaamste oorzaak van elleboogdysplasie bij middelgrote en grote soorten. Het begint vaak als ze nog puppy zijn, al gaat het meestal niet meteen gepaard met duidelijke symptomen. Er kan sprake zijn van pijn of stijfheid of compenserend gedrag zoals het vermijden van strekkende bewegingen. De diagnose wordt meestal gesteld door een röntgenfoto, artroscopisch onderzoek of een MRI-scan. Sommige gevallen van OCD blijven onopgemerkt en genezen spontaan, maar in andere gevallen is er sprake van acute verlamming. Als het dier verlamd is geraakt, wordt operatief ingrijpen aanbevolen.